# سیارک ۷۶۴

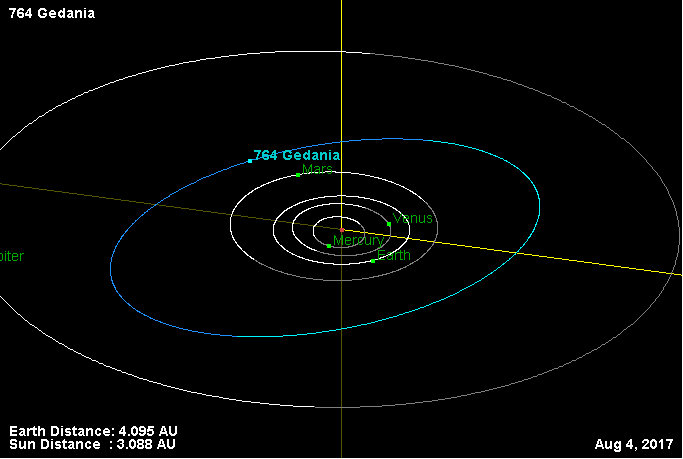
نمایی از محل قرارگیری سیارک ۷۶۴ در مدار – ۲۰۱۷

سیارک ۷۶۴ (به انگلیسی: 764 Gedania، نامگذاری:1913SU) هفتصد و شصت و چهارمین سیارک کشف شده‌است که در ۲۶ سپتامبر ۱۹۱۳ و در هایدلبرگ کشف شد.
قدر مطلق سیارک برابر ۹٫۴۸ است.